# Santana do Manhuaçu
Santana do Manhuaçu é um município brasileiro do estado de Minas Gerais.

## Topônimo
O topônimo Santana do Manhuaçu é composto de Santa Ana, mãe da virgem Maria e avó de Jesus e da palavra indígena Manhuaçu, que significa "chuva grande" (aman'y: "água" -em sentido pluvial- no tupi-guarani, mais asu, que significa "grande") sendo uma homenagem à Santa e uma referência ao local onde se acha a cidade, à margem do rio Manhuaçu.
Inicialmente o local onde se ergue a cidade era denominado "Marajuba". Com a construção de uma capela em homenagem a Santa Ana e a elevação a Distrito de Paz em 1890 (Decreto 78, de 22 de maio de 1890), passou a ser denominado simplesmente "Santana", pertencendo ao município de Manhuaçu. Em 1911 adota definitivamente o nome de Santana do Manhuaçu (Lei 556, de 30 de agosto de 1911).

## História
Na rota dos desbravadores vindos da foz do Rio Doce estava um grande afluente desse rio à esquerda, mais tarde denominado Rio Manhuaçu. Seguindo o curso desse rio, tem-se a rota feita no século XIX pelos primeiros habitantes de origem não-nativa da região, onde mais tarde se situaria a cidade de Santana do Manhuaçu. Na freguesia de São Simão, nasce o povoado que daria origem a Santana do Manhuaçu, composto em sua maioria por imigrantes Portugueses e Italianos provenientes do sul da Zona da Mata e do Rio de Janeiro que ali começaram a se estabelecer por volta de 1870.
Inicialmente foram erguidas duas capelas. Uma em honra de Santa Ana, em 1878, em um terreno doado um casal de devotos italianos que estavam entre os primeiros moradores e outra a Santo Antônio, por imigrantes portugueses, terminando por prevalecer e restar apenas a capela dedicada a Santa Ana, que viria a se tornar a padroeira da cidade.
É possível também creditar a ocupação da região justamente a busca pela ocupação que os Estados do Espírito Santo e Minas Gerais promoveram a partir da segunda metade do século XIX. Os capixabas avaçaram da costa até as margens do Rio José Pedro e os mineiros do interior, vindos do sul da zona da mata até a margem do Rio Manhuaçu, e a partir de 1859, tem-se os primeiros conflitos na região, a respeito da jurisdição das províncias de Minas Gerais e Espírito Santo. O povoado de Santana do Manhuaçu ficava bem no limite da região do Contestado do sul do Rio Doce (Disputa de terras entre os estados do Espírito Santo e Minas Gerais), vez que até 1914, persistia controvérsia acerca da Jurisdição Provincial/Estadual acerca dos Municípios vizinhos de Ipanema, Aimorés, Mutum, São José do Mantimento, Lajinha e Chalé, já que a Carta Régia de 1816, que definia as fronteiras entre Minas e Espírito Santo era extremamente imprecisa.
Esse fluxo migratório, ao contrário de muitos que insistem em atribuir à necessidade de abastecimento da região mineradora do ciclo do ouro, deve-se na verdade à decadência do ciclo do ouro em Minas Gerais, pela necessidade de se buscar novas atividades econômicas. Tanto que a região só começa a ser efetivamente povoada nos primeiros anos do Império. Inicialmente a cidade recebe a denominação "Santana" em função de uma das primeiras habitantes da região, uma senhora católica devota de origem italiana que mandou erigir uma capela em honra a Santa Ana.
Cumpre-se salientar que, ao contrário do restante da região, que desenvolveu sua economia com base no trabalho do imigrante, principalmente Alemães, Italianos e Libanes, baseando-se na mescla da agricultura familiar com pequenos núcleos de escravidão, Santana do Manhuaçu constituiu um razoável núcleo de escravidão da região em função de sua lavoura canavieira e cafeeira, apesar de contar também com a imigração Italiana e Portuguesa.
Em 1890, ao se tornar distrito de Manhuaçu, o povoado é denominado Santana. Com a divisão administrativa do estado, em 1911, passa a ser chamado de Santana do Manhuaçu, em uma referência ao Rio que corta a cidade. Em 1943, torna-se distrito de Simonésia até que, em 1962, é emancipado.
Em 1992, a cidade de Santana do Manhuaçu é elevada a sede de paróquia da Diocese de Caratinga, por Dom Hélio Gonçalves Heleno, bispo da diocese.

## Geografia
Sua população estimada em 2004 era de 8.325 habitantes. 
O município possui relevo acidentado com muitas montanhas e serras ao sul - onde se situa a sede - e a leste, e uma planície a noroeste. A altitude mínima no município é de 625 metros e a máxima é de 1373. O município é cortado verticalmente pelo Rio Manhuaçu escoadouro de vários afluentes situados dentro do município. É cortado também de norte a sul pela rodovia MG-111, que liga a região norte da Zona da Mata na divisa com o estado do Rio de Janeiro à região do Vale do Rio Doce, onde este recebe as águas do Rio Manhuaçu, na divisa com o norte do Espírito Santo. Essa rodovia é o principal meio de acesso ao município.
O município possui dois distritos. O da sede e o de "Santa Filomena", situado ao norte a 28 km da sede do município. Pertencem ainda ao município os povoados de "Santa Quitéria" e "São João do Capim", a noroeste da sede. Os limites territoriais foram definidos pela Lei Estadual 2.764, de 30 de dezembro de 1962.

## Turismo
O principal atrativo do município é o Ecoturismo. As cachoeiras do Bonifácio e do Cardoso fazem parte dos atrativos naturais da cidade, além da Pedra de Santana para a prática do voo livre. O município está localizado no Circuito Turístico do Pico da Bandeira.
A região montanhosa e as paisagens exuberantes favorecem  a prática de esportes radicais tanto o Voo livre e o Parapente, quanto o trekking, rapel e as trilhas de motocross. A cidade ainda conta com eventos festivos anuais em datas cívicas, com a presença de bandas e diversos artistas. Assim como as cavalgadas realizadas na cidade também são as encenações da Paixão de Cristo acontecidas na Semana Santa sendo emblemáticas em toda a região.

## Economia
A economia local se baseia basicamente na agricultura familiar, bovinocultura leiteira e no cultivo da cana-de-açúcar, banana, hortaliças e café.

## Educação
As escolas do município são as escolas estaduais Célia Pereira Mendes, Escola Estadual do Povoado de Santa Quitéria, Escola Estadual de Santa Filomena e as escolas municipais Da Faz dos Honórios, do Córrego dos Marambaias, Bernardo Ferreira, Canuto de Sales, Teófilo Baía, José Agostinho, José Cruz, Cristiano Picada, Juca Picada, De Ensino Fundamental 1 a 4 s, CEMEI Tia Celeste, Pré-Escolar Municipal Tio Bil, CEMEI Vó Neném, Escola de Ensino Fundamental de 1 a 4 s e APAE Escola Especial Mãe Pá.